# Nero Home
Nero home fa parte del pacchetto Nero della Ahead, giunto alla versione 10.
È possibile organizzare e gestire i file multimediali con il media center di Nero.
Nero home 10 permette di utilizzare Xbox 360 o PlayStation 3 per effettuare lo streaming di contenuti video ad alta definizione e file audio surround. È possibile vedere i canali TV o i film memorizzati sul vostro disco rigido.